# Corydalis mairei
Corydalis mairei är en vallmoväxtart som beskrevs av H. Lév.. Corydalis mairei ingår i släktet nunneörter, och familjen vallmoväxter. Inga underarter finns listade i Catalogue of Life.